# Thomas Thynne (1er marquis de Bath)
Pour l’article homonyme, voir Thomas Thynne.
 (avril 2019).
Si vous disposez d'ouvrages ou d'articles de référence ou si vous connaissez des sites web de qualité traitant du thème abordé ici, merci de compléter l'article en donnant les références utiles à sa vérifiabilité et en les liant à la section « Notes et références ».
Thomas Thynne (13 septembre 1734 – 1796), homme politique britannique connu sous le nom de Lord Weymouth, vicomte Weymouth et 1er marquis de Bath.

## Héritage familial
Fils de Thomas Thynne, vicomte Weymouth et descendant d'une famille de parlementaires, il hérite du château de Longleat dans le Wiltshire, l'une des plus belles demeures Renaissance de la période de la reine Élisabeth Ire. Il hérite, par sa mère Lady Louisa Carteret, fille de Lord Carteret, et descendante de la famille Granville, du comté et du titre de Bath.
Il a, de son mariage avec Elizabeth Bentinck, fille de William, 2e duc de Portland, 3 garçons et 10 filles.

## Vie politique
Il succède à son père à la Chambre des lords en 1751. Nommé vice-roi d'Irlande en 1765, il ne garde ce poste qu'une année et ne se déplace jamais en Irlande. Grand orateur, il prend de plus en plus d'importance en politique. Il est ainsi nommé secrétaire d'État aux Affaires du Nord en 1768 mais, très vite transféré aux Affaires du Sud. Il passe ainsi sa carrière politique entre ces deux charges jusqu'en 1779.
Son goût pour les réceptions, l'alcool et les jeux le font quitter la politique.
Il est nommé grand sénéchal de Sutton Colfield, ville royale, en 1781, charge qu'il garde jusqu'à son décès.